# Heiligland-Karte in der Zürcher Bibel von 1525
Die Heiligland-Karte in der Zürcher Bibel von 1525 gilt als die erste in Zürich gedruckte Landkarte. Ein Exemplar befindet sich in der Kartensammlung der Zentralbibliothek Zürich. Dieser Druck Christoph Froschauers erwies sich als verkleinerte und seitenverkehrte Kopie einer von Lucas Cranach dem Älteren um 1523 angefertigten Heiligland-Karte. Das einzige bekannte Exemplar der Karte Cranachs wurde mit Hilfe der Zürcher Karte in der Israelischen Nationalbibliothek identifiziert.

## Zürcher Karte
Die schwarz-weisse Karte hat Doppelfolio-Format, sie misst (ohne Rand) 270 mm × 390 mm. Sie ist eine Beigabe zum zweiten Teil des Alten Testaments der Zürcher Bibel, die Christoph Froschauer 1524 in Zürich druckte, aber im Kolophon auf 1525 nachdatierte. Er enthielt die historischen Bücher des Alten Testaments (Buch Josua bis Buch Ester) und sollte das gleiche Erscheinungsjahr haben wie der 1525 gedruckte erste Teil des Alten Testaments mit den fünf Büchern Mose.
Die Karte gibt die geographische Situation seitenverkehrt wieder, d. h. zwar ist Norden (SEPTENTRIO, Mitternacht) oben und Süden (MERIDIES, Mittag) unten, aber Osten (ORIENS, Morgē) links und Westen (OCCIDENS, Abend) rechts. Das fiel in der Offizin Froschauer offenbar zunächst nicht auf. Spätere Bibelbesitzer entfernten meist die irreführende Karte aus ihrem Alten Testament, sodass diese nur selten erhalten ist.

## Verschollene Landkarte Cranachs

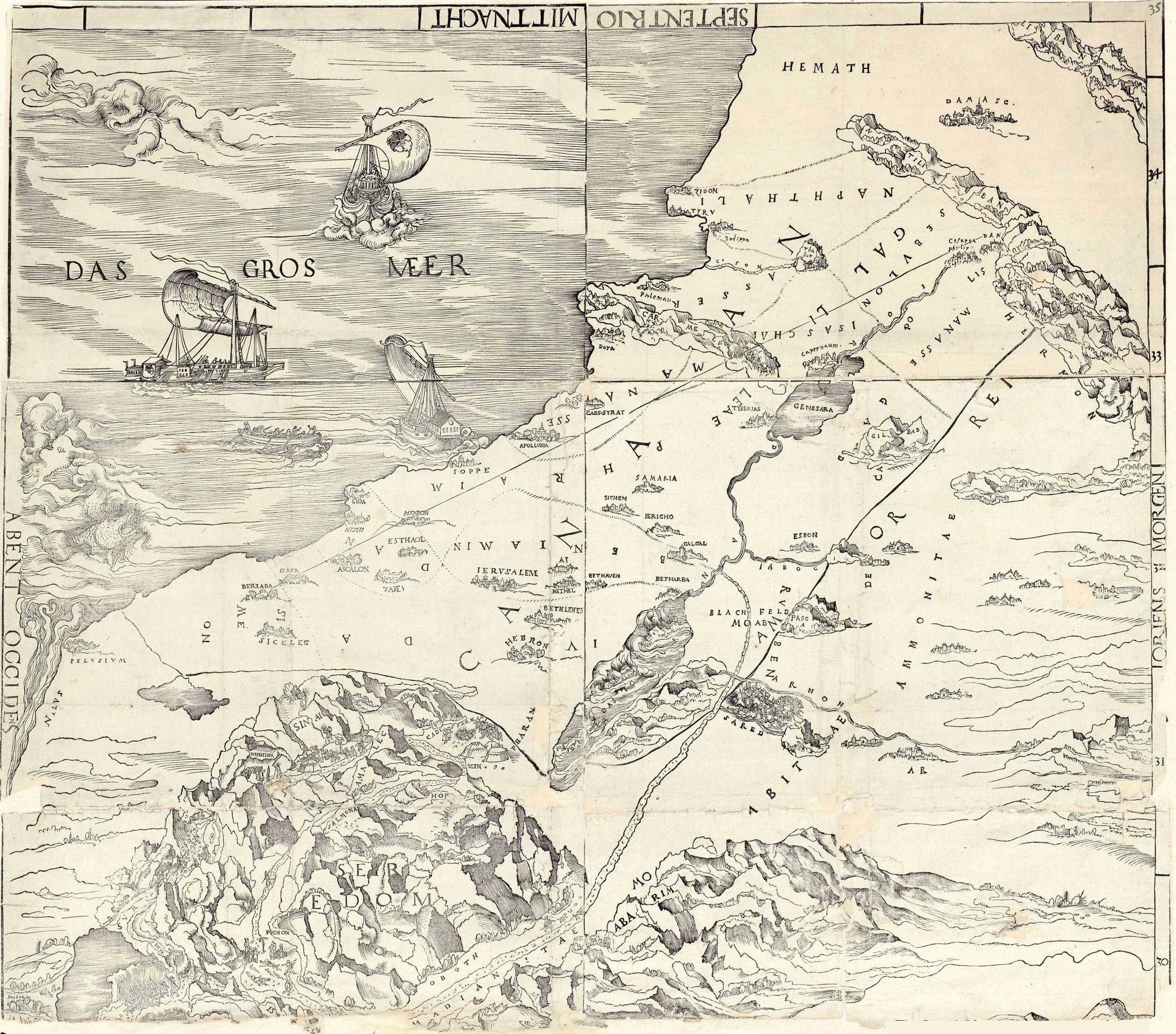
Cranachs Heiligland-Karte (Israelische Nationalbibliothek)

Im Jahr 1495 pilgerte der sächsische Kurfürst Friedrich der Weise nach Jerusalem. Mit Bezug auf diese Pilgerreise erstellte sein Hofmaler Lucas Cranach der Ältere etwa 1523 eine grossformatige Karte des Heiligen Landes. Die Information, dass Cranach den Kurfürsten auf seiner Pilgerfahrt begleitete, findet sich in der Literatur erstmals in den Annales Johann Sebastian Müllers (1701). Es ist aber sehr unwahrscheinlich, da Georg Spalatin in seiner nach dem Tode des Kurfürsten erstellten Vita Friedrichs des Weisen die Pilgerreise und die Reisegefährten erwähnte, aber Cranach dabei nicht nannte.
Cranach erstellte seine Landkarte also ohne eigene Anschauung allein aufgrund älterer geografischer Werke, insbesondere Adaptionen der Asien-Karte des Claudius Ptolemäus (Quarta Asiae Tabula), die er mit einer Heiligland-Karte (Palestina Moderna et Terra Sancta) kombinierte. Armin Kunz vermutet, dass Cranachs Karte in engem Zusammenhang mit Martin Luthers Übersetzung der Fünf Bücher Mose entstand, und datiert sie deshalb auf 1523. Als Beigabe zu einer Bibel war Cranachs Landkarte zu gross; es ist aber gut möglich, dass Luther und sein Wittenberger Übersetzerkreis eine Landkarte als Hilfsmittel bei ihrer Arbeit wünschten. Jedenfalls schrieb Luthers enger Mitarbeiter Philipp Melanchthon am 6. März 1522 (Luther war gerade von der Wartburg zurückgekehrt) an Caspar Cruciger in Leipzig, Luther brauche eine Karte des Heiligen Landes, die es in Leipzig gebe, und Cruciger möge diese kaufen oder leihen. Anscheinend konnte Cruciger diesen Wunsch nicht erfüllen.
Der Sankt-Galler Humanist Joachim Vadian war in besonderem Masse an der Geografie des Heiligen Landes interessiert. Er hielt geografische Kenntnisse für unerlässlich zum Verständnis der Bibel. Das Studium von Landkarten konnte seiner Meinung nach eine Heiligland-Reise, die nicht jedem möglich war, ersetzen. Da Vadian mit dem Drucker Froschauer eng befreundet war, schlug er ihm wahrscheinlich vor, der in Lieferungen erscheinenden Zürcher Bibel eine Heiligland-Karte beizugeben. Arthur Dürst vermutet, dass Vadian einen Abzug der Landkarte Cranachs besass, die er dem Zürcher Freund zur Verfügung stellen wollte. Allerdings liess sich das grossformatige Blatt schlecht versenden, so dass Vadian wohl eine verkleinerte Zeichnung davon anfertigen liess (oder selbst anfertigte), die er nach Zürich schickte. Dadurch kam es in Froschauers Offizin zu einem Missverständnis: Der Reisser, der keine Kenntnisse der Geografie Palästinas hatte, nahm an, die ihm vorgelegte Zeichnung sei bereits für den Druck eingerichtet, also seitenverkehrt. Er pauste sie, so wie sie war, für den Formschneider auf den Holzstock ab.

## Beschreibung der Landkarte Cranachs
Im Folgenden wird die seitenrichtige Karte der Israelischen Nationalbibliothek beschrieben. Diese Karte ist am unteren Rand beschnitten; die ursprüngliche Grösse beträgt 600 mm × 600 mm. Sie setzt sich aus sechs einzelnen Holzschnitten zusammen, die jeweils 197/198 mm × 301/302 mm messen und in drei Reihen zu je zwei Holzschnitten angeordnet sind.
Cranachs Karte ist nicht exakt nach Norden, sondern nach Nordnordwest ausgerichtet. Die Mittelmeerküste wird vom Nildelta im Südwesten bis nach HEMATH im Norden dargestellt, das auf der Höhe von DAMASC[US] liegt. Am unteren Kartenrand war das ROT MEER zu sehen und die gebirgige Sinai-Halbinsel, hier bezeichnet als EDOM und SEIR. Weitere Gebirgszüge sind im Ostjordanland, dem Gebiet der Moabiter, das Gebirge ABARIM, der CARME[L] an der Mittelmeerküste, der HERMON, der ANTILIBAN[ON] und ganz im Norden der LIBAN[ON]. In Galiläa ist der Berg Tabor (Thabor) besonders hervorgehoben.
Insgesamt illustriert die Heiligland-Karte weit mehr die Erzählungen des Alten Testaments als die des Neuen. Wie es der christlich-mittelalterlichen kartographischen Tradition entsprach, sind die Gebiete der Zwölf Stämme Israels mit ihren Grenzen dargestellt. Eine Besonderheit der Karte Cranachs ist aber, dass er die Route des Auszugs aus Ägypten als Pfad in der Karte markierte. Sie beginnt beim Roten Meer, windet sich durch das Sinaigebirge und erreicht schliesslich das Ostufer des Jordan. Kleine Vignetten biblischer Erzählungen und Ortsnamen aus den Fünf Büchern Mose sind entlang dieser Route angeordnet. Eine weitere Besonderheit ist die gerade Linie, welche quer über das Gebiet der israelischen Stämme die Orte Beerscheba (BERZABA) im Süden und DAN im Norden verbindet. Hierbei handelt es sich nicht um eine Strasse oder ähnliches, sondern um eine Veranschaulichung der im Alten Testament mehrfach vorkommenden Formulierung „von Dan bis Beerscheba“, womit ganz Israel gemeint ist.
Auf dem Mittelmeer (bezeichnet als DAS GROS MEER) sind drei Schiffe unter vollen Segeln und ein Ruderboot zu sehen. Eines der Schiffe trägt das kursächsische Wappen, was eine deutliche Bezugnahme auf die Pilgerreise Friedrichs des Weisen darstellt. In Froschauers Zürcher Adaption trägt das Schiff stattdessen das Wappen der Stadt Zürich.

## Rezeption

Kopie der Zürcher Karte in der niederländischen Liesvelt-Bibel von 1526

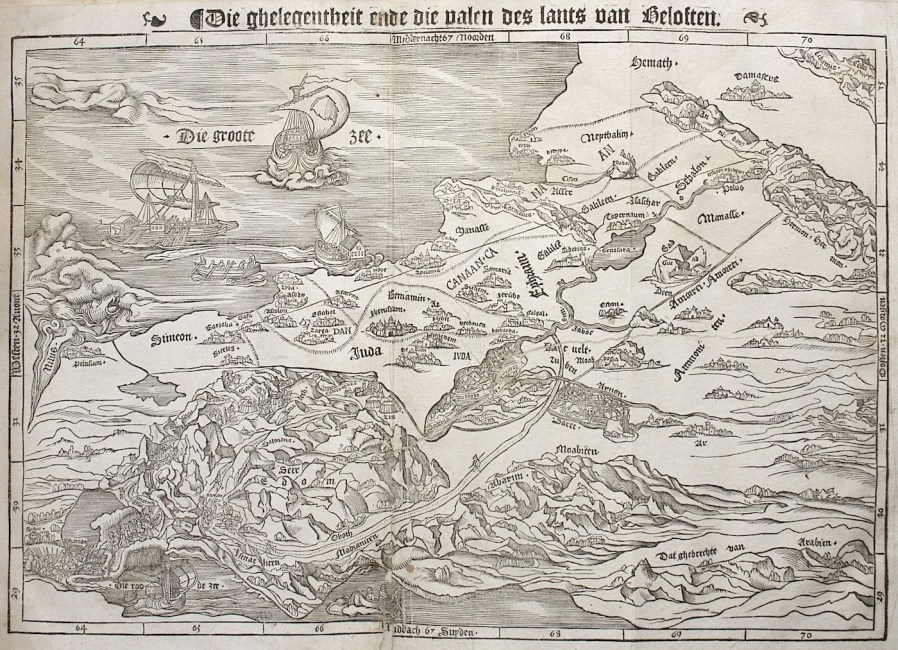
Kopie der Zürcher Karte in der niederländischen Vorsterman-Bibel von 1528

Froschauer gab seinen späteren Bibeldrucken keine Heiligland-Karte mehr bei. Kopien der Landkarte der Zürcher Bibel wurden aber – seitenrichtig – in den Antwerpener Bibeln von Jacob van Liesvelt (ab 1526) und Willem Vorsterman (ab 1528) gedruckt, sowie (ab 1535) in allen Bibeln Henrick Peetersens van Middelburch.

## Forschungsgeschichte
Dass es eine Karte des Heiligen Landes von der Hand Cranachs gab, war bekannt, seitdem Heinrich Röttinger 1921 auf zwei (der insgesamt sechs) Holzschnitte hingewiesen hatte. Er schrieb: «Der Fürst von Liechtenstein in Wien besitzt in der Landkartenabteilung der seinerzeit vom FZM. Hauslab angelegten Sammlung kulturgeschichtlich wichtiger Bilddrucke Bruchstücke einer in Holzschnitt und zwar zweifellos in Sachsen hergestellten Karte des hl. Landes. … Nach 1508 müssen sie fallen, weil das (nicht etwa neu eingesetzte) sächsische Kurwappen auf den Schiffen des Mittelblattes die nach diesem Jahre bei Cranach übliche Tinktur zeigt … Auf das erste Viertel des Jahrhunderts deutet auch das Wasserzeichen, ein Ochsenkopf, ähnlich dem, den C. M. Briquet auf Papieren fand, die zwischen 1506 und 1520 in Basel und Zürich verwendet worden waren …». Nach 1945 wurden die Bestände dieser Sammlung verkauft; die von Röttiger beschriebenen Teilstücke von Cranachs Karte, beide auf einem Blatt gedruckt, galten seitdem als verschollen. Sie wurden später als Teil eines Kartenkonvoluts der Houghton Library der Harvard University geschenkt, wo sie sich seither befinden.
Arthur Dürst wurde 1969 auf die Heiligland-Karte in der Zürcher Bibel von 1525 aufmerksam, als diese 1969 bei einer Sonderausstellung gezeigt wurde. Er verglich die beiden von Röttinger publizierten Holzschnitte und kam zu der Überzeugung, dass Cranachs Karte für den Zürcher Druck verkleinert worden war. Er nahm an, dass Cranachs Karte aus sechs Holzschnitten zusammengesetzt worden war und dass ihre Breite etwa 61 cm betragen habe. Dürst machte seine Forschungen zur Zürcher Karte anlässlich einer Sonderausstellung der Zentralbibliothek Zürich unter dem Titel Zürich im Bild seiner Kartenmacher (1978) bekannt und berichtete darüber auf der 8. Internationalen Konferenz zur Geschichte der Kartographie, die im September 1979 in Berlin stattfand.
Die Israelische Nationalbibliothek besitzt eine Sammlung historischer Israel-Landkarten (Eran Laor Map Collection). Eine Heiligland-Karte des 16. Jahrhunderts erwies sich als die seitenrichtige Vorlage der Zürcher Karte, die Dürst postuliert hatte. Somit konnte Dürst 1991 zeigen, dass sich das einzige weitgehend erhaltene Exemplar der Karte Cranachs in der Eran Laor Map Collection befindet. Nachdem 1994 zwei Fragmente der Cranachschen Karte in der Kartensammlung der Vrije Universiteit Amsterdam bekannt wurden (die beiden unteren der ursprünglich sechs Holzschnitte Cranachs), liess sich der in der Karte der Israelischen Nationalbibliothek fehlende Streifen am unteren Rand digital ergänzen.